# Liste des édifices religieux de Limoges

## Églises catholiques
- Cathédrale Saint-Étienne, place Saint-Étienne.
- L'église centre Notre-Dame, rue du quai Militaire.
- L'église du Sacré-Cœur, rue François Perrin.
- L'église Sainte-Bernadette, rue Marcel Pagnol.
- L'église Sainte-Claire, rue Pierre et Marie Curie.
- L'église Sainte-Jeanne-d'Arc, rue Isle.
- L'église Sainte-Marie, place des Jacobins.
- L'église Sainte-Thérèse, rue des Ruchoux.
- L'église Sainte-Valérie, rue du Capitaine Viguier.
- L'église Saint-Christophe, place de l'Église Saint-Christophe.
- L'église Saint-François, avenue René Coty.
- L'église Saint-Joseph, rue des Coopérateurs.
- L'église Saint-Martial, rue des Sagnes (Beaubreuil).
- L'église Saint-Martial, rue du Mas Bilier (Landouge).
- L'église Saint-Michel-des-Lions, place Saint-Michel.
- L'église Saint-Pierre-du-Queyroix, place Saint-Pierre.
- L'église Saint-Paul-Saint-Louis, rue Aristide Briand.
- L'église des Saints-Anges, rue des Tuillières.
- L'église du couvent des Sœurs de la Providence, rue Neuve Saint-Étienne (désaffectée).

## Chapelles catholiques
- La chapelle Saint-Aurélien, place Saint-Aurélien.
- La chapelle du Bon-Pasteur, rue des Pénitents Blancs.
- La chapelle du Carmel de Crochat, entrée rue Plaisance.
- La chapelle du cimetière Louyat, boulevard des Arcades.
- La chapelle du collège des Jésuites (lycée Gay-Lussac), rue du Collège.
- La chapelle des Sœurs de la Visitation, rue François Chénieux.
- La chapelle de l'école Ozanam, rue des Argentiers.
- La chapelle du foyer Céline Lebret, rue de la Croix Verte.
- La chapelle de l'ancien Grand Séminaire, rue Fontbonne.
- La chapelle de l'hôpital Esquirol, rue de Bourneville.
- La chapelle des Clarisses, place de l'Évêché.
- La chapelle de l'institution Beaupeyrat, entrée hauteur 7 rue Petiniaud Beaupeyrat.
- La chapelle des Jésuites (centre Jules Noriac), rue Jules Noriac.
- La chapelle du lycée Saint-Jean, rue Eugène Varlin.
- La chapelle Notre-Dame de la Préservation, boulevard de la Corderie.
- La chapelle  Notre-Dame des Coutures, rue de Locarno.
- La chapelle Saint-Antoine des Papillons, rue des Papillons.
- La chapelle Sainte-Anne, rue Domnolet Lafarge.
- La chapelle Saint-Alexis (ancien hôpital), avenue Baudin.
- La chapelle Saint-Jean-Baptiste, rue Fustel De Coulanges.
- La chapelle Saint-Martial de la Fraternité de la Transfiguration, rue Guillaumin.
- La chapelle de la Règle, rue de la Règle.
- La chapelle ancien du couvent des Carmes, rue Neuve Carmes.
- La chapelle des Petites Sœurs des Pauvres, rue Pierre et Marie Curie (rasée en 2013).

## Édifices protestants
- Temple protestant Réformé, rue de la Réforme.
- Église adventiste du septième jour, rue Bernard Palissy.
- Église Baptiste évangélique, rue Armand Dutreix.
- Église Baptiste biblique, rue Emile Zola.
- Centre chrétien Bérée, Allée Louis De Daubenton.
- Église évangélique protestante, avenue Emile Labussière.
- Église évangélique Source de Vie, rue Nicolas Appert.
- Église Néo Apostolique, rue Paul Claudel.

## Églises millénaristes
- Salle du royaume des témoins de Jéhovah, rue Ferdinand Lassalle.
- Église de Jésus-Christ des saints des derniers jours, rue Gaston charlet.

## Islam
- Grande Mosquées, rue Emile Zola.
- Mosquées Turque, Impasse de Nexon.
- Mosquées Limoges-Nord, Routes des Crouzettes.

## Israélite
- Synagogue, rue Pierre Leroux.